# Acacia caven
Acacia caven är en ärtväxtart som först beskrevs av Juan Ignacio Molina, och fick sitt nu gällande namn av Juan Ignacio Molina. Acacia caven ingår i släktet akacior, och familjen ärtväxter.

## Underarter
Arten delas in i följande underarter:
- A. c. caven
- A. c. dehiscens
- A. c. microcarpa
- A. c. stenocarpa

## Bildgalleri

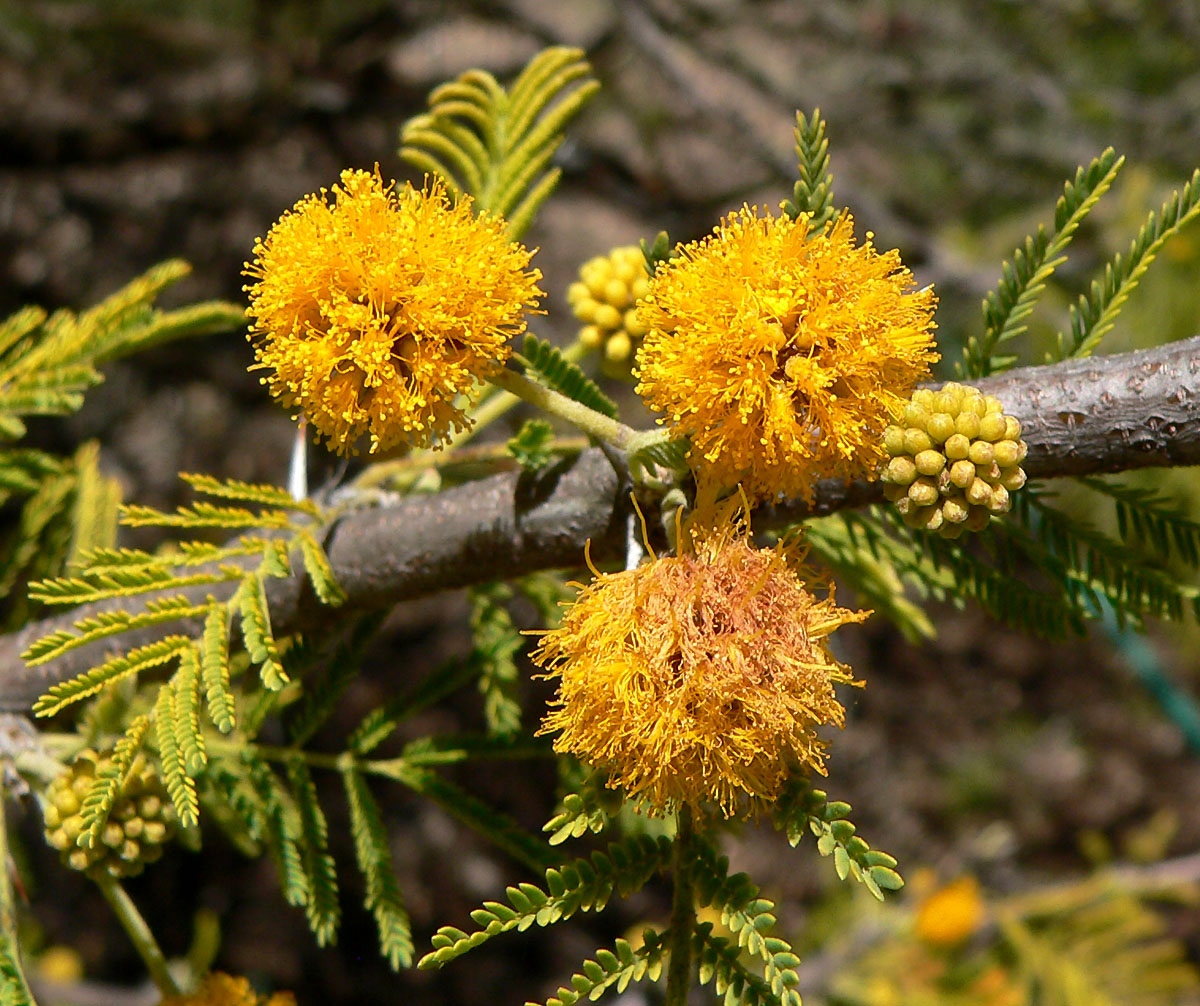
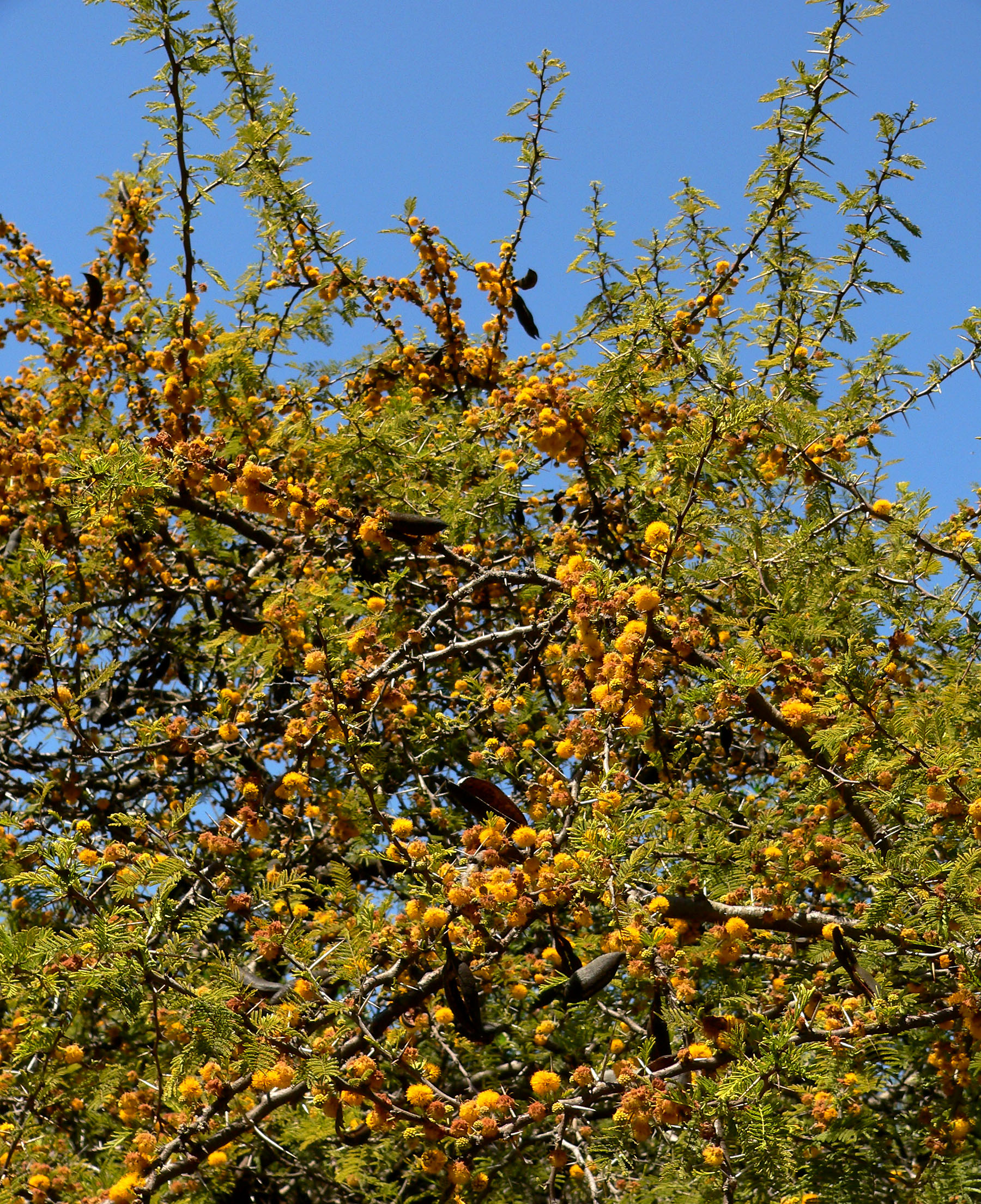
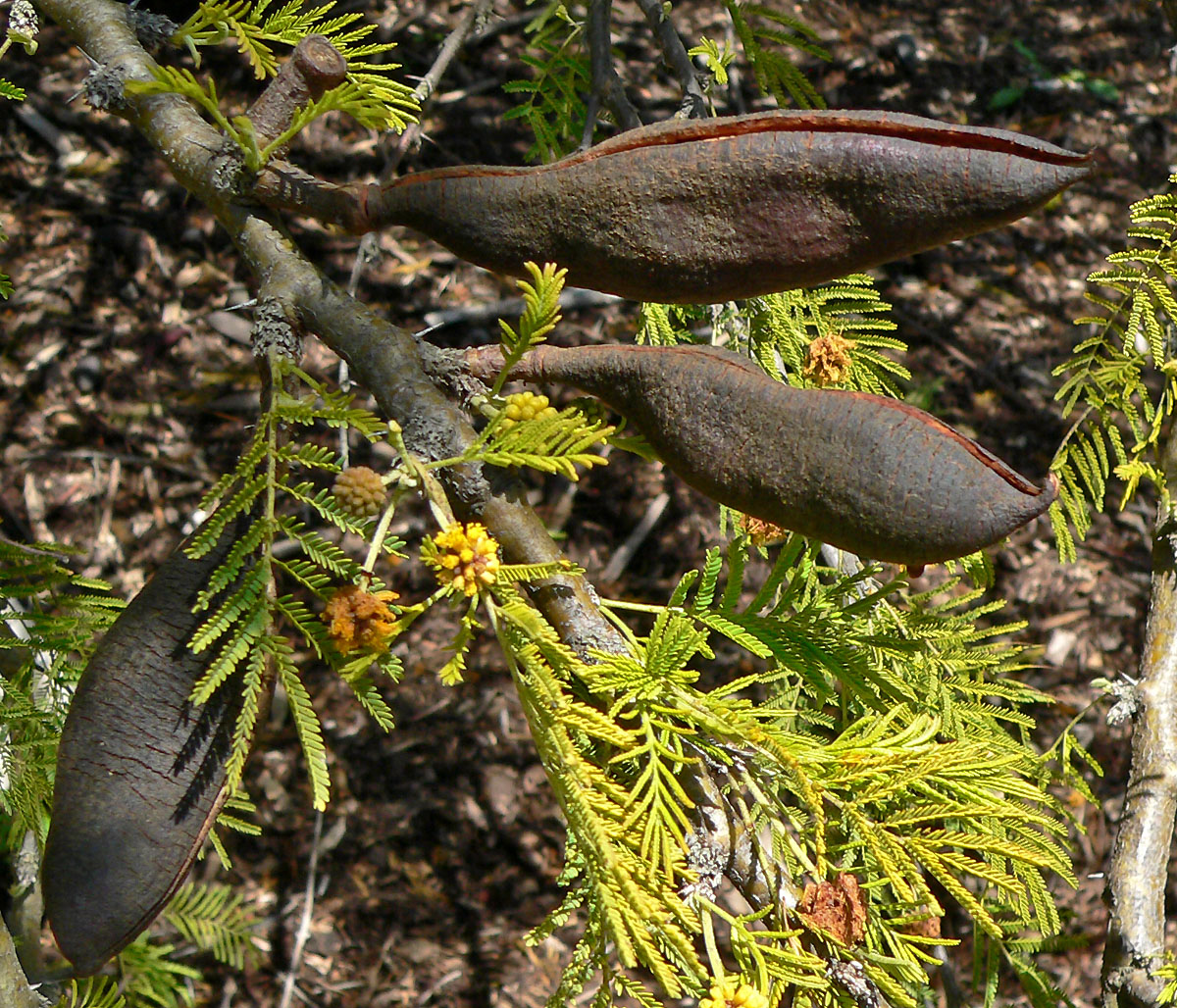
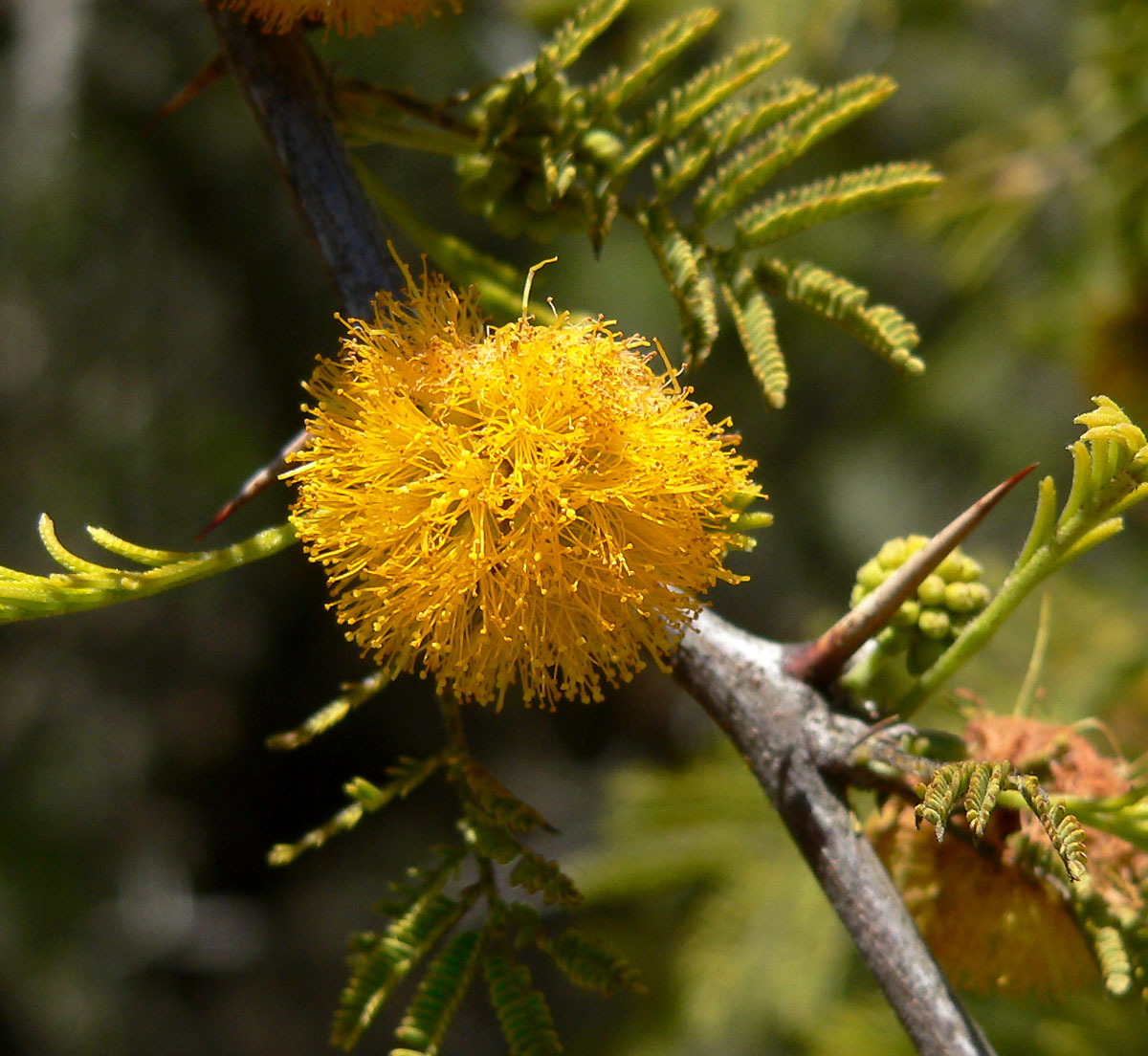
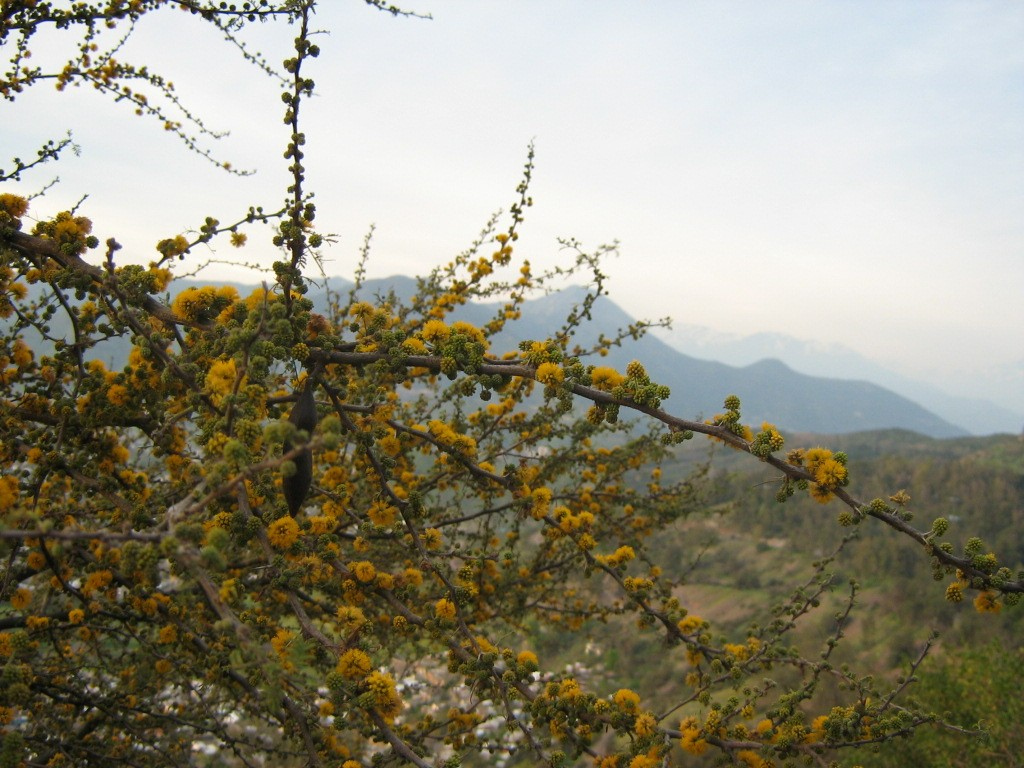
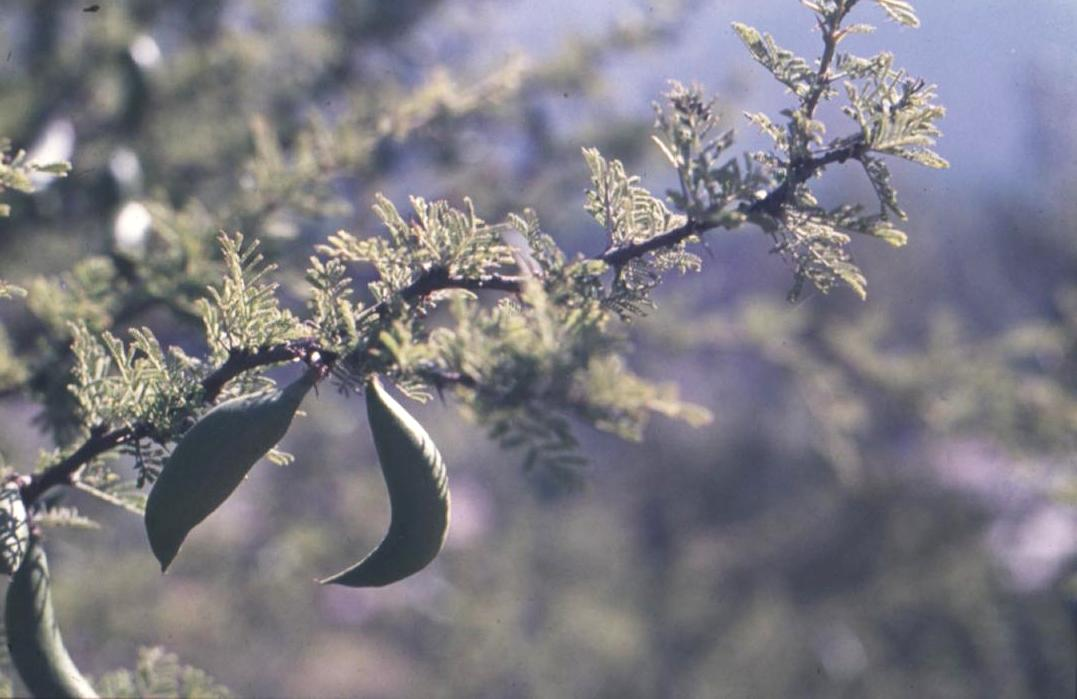